# Eugène Henri Cauchois

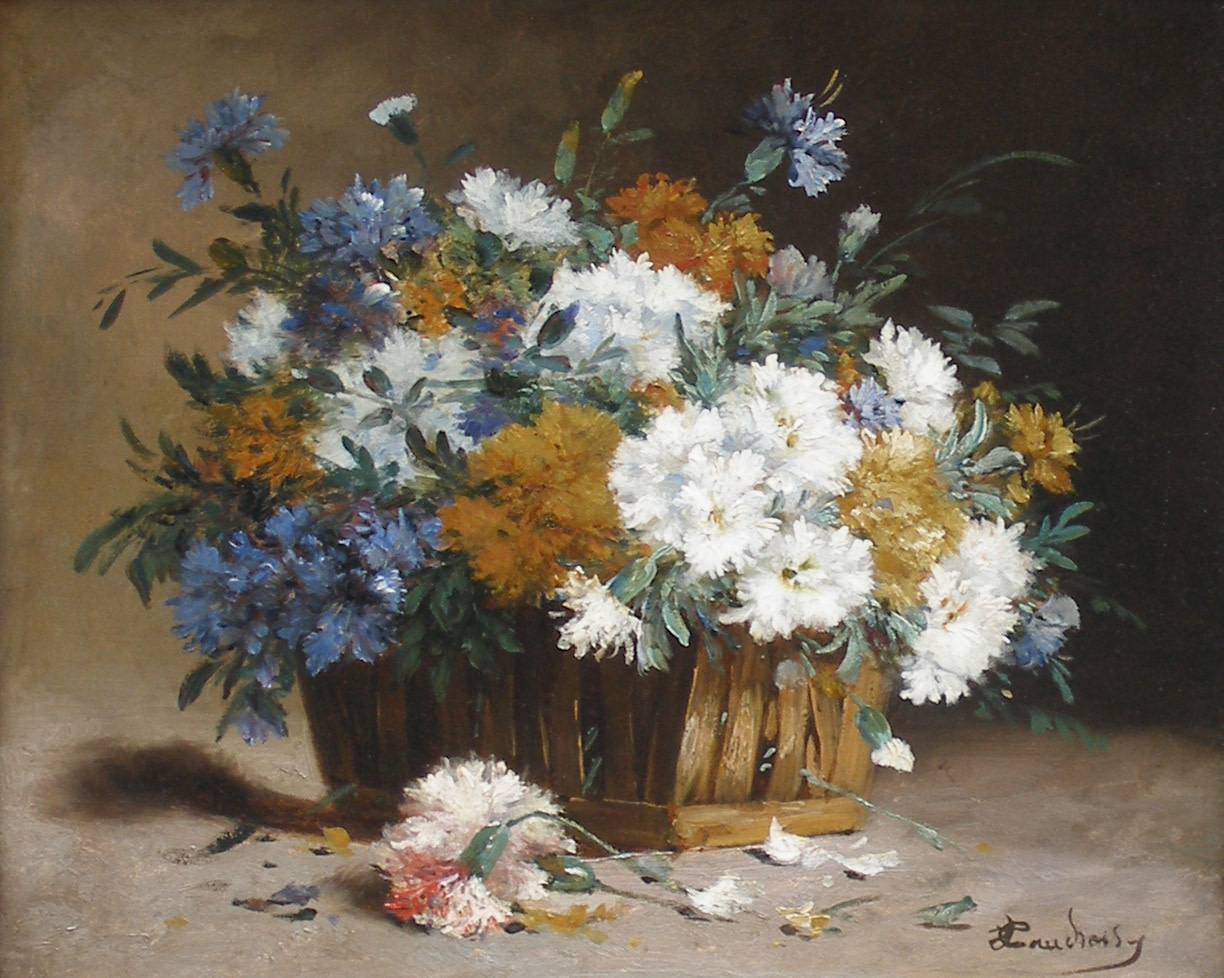
Weiße und blaue Kornblumen

Eugène Henri Cauchois (* 14. Februar 1850 in Rouen; † 11. Oktober 1911 in Paris) war ein französischer Blumenmaler.
Eugène Cauchois studierte an der École des Beaux-Arts in Paris bei Ferdinand Duboc und Alexandre Cabanel sowie beim Blumenmaler Ernest Quost.
Nach dem Studium wurde er als freischaffender Maler von Blumenstillleben tätig. Nur selten malte er Landschaftsbilder. Er signierte seine Bilder mit dem Namen des Monats, in dem er sie schuf.
Den Zeitraum von 1878 bis 1879 verbrachte er in Brüssel.
Am Ende seines Lebens begann Eugène Cauchois mit dekorativer Malerei von großformatigen floralen Kompositionen, u. a. von Blumen der vier Jahreszeiten in der Mädchenschule des 7. Arrondissements.
Sein Pariser Atelier befand sich in der Rue des Dames Nr. 32 im 17. Arrondissement, in der Nähe des Ateliers von Marcellin Desboutin (1823–1902).
Eugène Cauchois debütierte 1874 im Salon de Paris und zeigte seine Werke im Salon der Société des Artistes Français, wo er 1890 Mitglied wurde, in den Jahren 1881, 1890, 1898 (Medaille 3. Klasse), 1904 (Medaille 2. Klasse) und 1908.